# Gonomyia subaegina
Gonomyia subaegina är en tvåvingeart som beskrevs av Alexander 1962. Gonomyia subaegina ingår i släktet Gonomyia och familjen småharkrankar. Inga underarter finns listade i Catalogue of Life.